# Лауреати Державної премії України в галузі науки і техніки (1989)
Державна премія України в галузі науки і техніки — лауреати 1989 року.
На підставі подання Комітету з Державних премій України в галузі науки і техніки Центральний Комітет Компартії України і Рада Міністрів Української РСР видали Постанову № 300 від 6 грудня 1989 р. «Про присудження Державних премій України в галузі науки і техніки 1989 року»

## Лауреати Державної премії України в галузі науки і техніки 1989 року
| Премійована робота | Лауреати                                | Коротко про лауреата |
| --- | --------------------------------------- | --- |
| Створення та освоєння серійного виробництва високоефективних важких морських самохідних плавучих кранів нового покоління вантажопідйомністю 140 і 500 тонн.                                                                                               | Корольов Станіслав Федорович            | провідний інженер Центрального конструкторського бюро «Корал» |
| Створення та освоєння серійного виробництва високоефективних важких морських самохідних плавучих кранів нового покоління вантажопідйомністю 140 і 500 тонн.                                                                                               | Гончаренко Іван Дмитрович               | провідний інженер Центрального конструкторського бюро «Корал» |
| Створення та освоєння серійного виробництва високоефективних важких морських самохідних плавучих кранів нового покоління вантажопідйомністю 140 і 500 тонн.                                                                                               | Алисейчик Олександр Олександрович       | кандидат технічних наук, головний конструктор виробничого об'єднання «Севастопольський морський завод імені Серго Орджонікідзе»                                                |
| Створення та освоєння серійного виробництва високоефективних важких морських самохідних плавучих кранів нового покоління вантажопідйомністю 140 і 500 тонн.                                                                                               | Івашур Олександр Іванович               | керівник групи спостереження за будівництвом суден для Міністерства морського флоту СРСР на виробничому об'єднанні «Севастопольський морський завод імені Серго Орджонікідзе»  |
| Створення та освоєння серійного виробництва високоефективних важких морських самохідних плавучих кранів нового покоління вантажопідйомністю 140 і 500 тонн.                                                                                               | Лінніков Василь Захарович               | бригадир виробничого об'єднання «Севастопольський морський завод імені Серго Орджонікідзе»                                                                                     |
| Створення та освоєння серійного виробництва високоефективних важких морських самохідних плавучих кранів нового покоління вантажопідйомністю 140 і 500 тонн.                                                                                               | Батковський Микола Миколайович          | старший майстер виробничого об'єднання «Севастопольський морський завод імені Серго Орджонікідзе»                                                                              |
| Створення та освоєння серійного виробництва високоефективних важких морських самохідних плавучих кранів нового покоління вантажопідйомністю 140 і 500 тонн.                                                                                               | Колісниченко Володимир Михайлович       | головний будівельник виробничого об'єднання «Севастопольський морський завод імені Серго Орджонікідзе»                                                                         |
| Створення та освоєння серійного виробництва високоефективних важких морських самохідних плавучих кранів нового покоління вантажопідйомністю 140 і 500 тонн.                                                                                               | Череватий Анатолій Олександрович        | генеральний директор виробничого об'єднання «Севастопо-льський морський завод імені Серго Орджонікідзе»                                                                        |
| Створення та освоєння серійного виробництва високоефективних важких морських самохідних плавучих кранів нового покоління вантажопідйомністю 140 і 500 тонн.                                                                                               | Шевердяєв Олексій Якович                | капітан плавучого крана «Титан-5» виробничого об'єднання по добуванню нафти і газу «Чорноморнафтогазпром»                                                                      |
| Створення та освоєння серійного виробництва високоефективних важких морських самохідних плавучих кранів нового покоління вантажопідйомністю 140 і 500 тонн.                                                                                               | Мотов Володимир Сергійович              | головний інженер севастопольського підприємства «Єра» |
| Цикл робіт «Теорія резонансного розсіювання хвиль та її застосування у радіофізиці» | Сологуб Володимир Георгійович           | доктор фізико-математичних наук (посмертно) |
| Цикл робіт «Теорія резонансного розсіювання хвиль та її застосування у радіофізиці» | Сивов Олексій Миколайович               | доктор фізико-математичних наук, провідний науковий співробітник Інституту радіотехніки і електроніки Академії наук УРСР                                                       |
| Цикл робіт «Теорія резонансного розсіювання хвиль та її застосування у радіофізиці» | Каценеленбаум Борис Захарович           | доктор фізико-математичних наук, провідний науковий співробітник Інституту радіотехніки і електроніки Академії наук УРСР                                                       |
| Цикл робіт «Теорія резонансного розсіювання хвиль та її застосування у радіофізиці» | Просвірнін Сергій Леонідович            | доктор фізико-математичних наук, провідний науковий співробіт-ник Радіоасторономічного інституту Академії наук УРСР                                                            |
| Цикл робіт «Теорія резонансного розсіювання хвиль та її застосування у радіофізиці» | Войтович Микола Миколайович             | доктор фізико-математичних наук, завідувач відділу Інституту прикладних проблем механіки і математики Академії наук УРСР                                                       |
| Цикл робіт «Теорія резонансного розсіювання хвиль та її застосування у радіофізиці» | Хижняк Микола Антонович                 | доктор фізико-математичних наук, начальник відділення Харківського фізико-технічного інституту Академії наук УРСР                                                              |
| Цикл робіт «Теорія резонансного розсіювання хвиль та її застосування у радіофізиці» | Рудь Леонід Антонович                   | кандидат фізико-математичних наук, старший науковий співробітник Інституту радіофізики та електроніки Академії наук УРСР                                                       |
| Цикл робіт «Теорія резонансного розсіювання хвиль та її застосування у радіофізиці» | Сіренко Юрій Констянтинович             | доктор фізико-математичних наук, завідувач відділу Інституту радіофізики та електроніки Академії наук УРСР                                                                     |
| Цикл робіт «Теорія резонансного розсіювання хвиль та її застосування у радіофізиці» | Масалов Сергій Олександрович            | доктор фізико-математичних наук, завідувач відділу Інституту радіофізики та електроніки Академії наук УРСР                                                                     |
| Цикл робіт «Теорія резонансного розсіювання хвиль та її застосування у радіофізиці» | Кириленко Анатолій Опанасович           | доктор фізико-математичних наук, завідувач відділу Інституту радіофізики та електроніки Академії наук УРСР                                                                     |
| За лексикографічну працю «Словник мови Шевченка» (у двох томах), опублікований у 1964 році, та «Словарь языка русских произведений Шевченко» (у двох томах), опублікований у 1985—1986 роках.                                                             | Матвєєва Наталя Петрівна                | кандидат філологіч-них наук, доцент Київського інженерно-будівельного інституту                                                                                                |
| За лексикографічну працю «Словник мови Шевченка» (у двох томах), опублікований у 1964 році, та «Словарь языка русских произведений Шевченко» (у двох томах), опублікований у 1985—1986 роках.                                                             | Ващенко Василь Семенович                | доктор філологічних наук, колишній працівник Дніпропетровського державного університету імені 300-річчя возз'єднан-ня України з Росією                                         |
| За лексикографічну працю «Словник мови Шевченка» (у двох томах), опублікований у 1964 році, та «Словарь языка русских произведений Шевченко» (у двох томах), опублікований у 1985—1986 роках.                                                             | Стоян Людмила Макарівна                 | кандидат філологічних наук, молодший науковий співробітник Інституту мовознавства імені О. О. Потебні Академії наук УРСР                                                       |
| За лексикографічну працю «Словник мови Шевченка» (у двох томах), опублікований у 1964 році, та «Словарь языка русских произведений Шевченко» (у двох томах), опублікований у 1985—1986 роках.                                                             | Романова Неоніла Петрівна               | кандидат філологічних наук, старший науковий співробітник Інституту мовознавства імені О. О. Потебні Академії наук УРСР                                                        |
| За лексикографічну працю «Словник мови Шевченка» (у двох томах), опублікований у 1964 році, та «Словарь языка русских произведений Шевченко» (у двох томах), опублікований у 1985—1986 роках.                                                             | Родніна Лідія Олексіївна                | кандидат філологічних наук, старший науковий співробітник Інституту мовознавства імені О. О. Потебні Академії наук УРСР                                                        |
| За лексикографічну працю «Словник мови Шевченка» (у двох томах), опублікований у 1964 році, та «Словарь языка русских произведений Шевченко» (у двох томах), опублікований у 1985—1986 роках.                                                             | Бріцин Віктор Михайлович                | кандидат філологічних наук, старший науковий співробітник Інституту мовознавства імені О. О. Потебні Академії наук УРСР                                                        |
| За лексикографічну працю «Словник мови Шевченка» (у двох томах), опублікований у 1964 році, та «Словарь языка русских произведений Шевченко» (у двох томах), опублікований у 1985—1986 роках.                                                             | Озерова Ніна Григорівна                 | кандидат філологічних наук, виконуюча обов'язки завідувача відділу Інституту мовознавства імені О. О. Потебні Академії наук УРСР                                               |
| За лексикографічну працю «Словник мови Шевченка» (у двох томах), опублікований у 1964 році, та «Словарь языка русских произведений Шевченко» (у двох томах), опублікований у 1985—1986 роках.                                                             | Черторизька Тетяна Купріянівна          | доктор філологічних наук, провідний науковий співробітник-консультант Інституту мовознавства імені О. О. Потебні Академії наук УРСР, керівник роботи                           |
| «Геологія шельфу УРСР» | Богаєць Олександр Теофілович            | кандидат геолого-мінералогічних наук (посмертно) |
| «Геологія шельфу УРСР» | Сіденко Олег Григорович                 | головний геолог Кримської гідрогеологічної експедиції |
| «Геологія шельфу УРСР» | Мітін Лев Іванович                      | кандидат військово-морських наук, старший науковий співробітник Інституту геологічних наук Академії наук УРСР                                                                  |
| «Геологія шельфу УРСР» | Іноземцев Юрій Іванович                 | кандидат геолого-мі-нералогічних наук, старший науковий співробітник Інституту геологічних наук Академії наук УРСР                                                             |
| «Геологія шельфу УРСР» | Мельник Віктор Іванович                 | кандидат геолого-міне-ралогічних наук, провідний науковий співробітник Інституту геологічних наук Академії наук УРСР                                                           |
| «Геологія шельфу УРСР» | Гожик Петро Федосійович                 | кандидат геолого-міне-ралогічних наук, заступник директора Інституту геологічних наук Академії наук УРСР                                                                       |
| «Геологія шельфу УРСР» | Макаренко Дмитро Єлисейович             | доктор геолого-мінералогічних наук, завідувач відділу Інституту геологічних наук Академії наук УРСР                                                                            |
| «Геологія шельфу УРСР» | Лялько Вадим Іванович                   | доктор геолого-мінерало-гічних наук, завідувач відділу Інституту геоло-гічних наук Академії наук УРСР                                                                          |
| «Геологія шельфу УРСР» | Дукельський-Тесленко Юрій Володимирович | доктор геолого-мінералогічних наук, завідую-чий відділом Інституту геологічних наук Академії наук УРСР                                                                         |
| «Геологія шельфу УРСР» | Шнюков Євген Федорович                  | академік Академії наук УРСР, директор Інституту геологічних наук Академії наук УРСР, керівник роботи                                                                           |
| Цикл робіт «Організація і експресія генетичного матеріалу в реконструйованих клітинних системах» | Борисюк Микола Володимирович            | кандидат біологічних наук, науковий співробітник Відділення клітинної біології та інженерії Інституту ботаніки ім. М. Г. Холодного Академії наук УРСР                          |
| Цикл робіт «Організація і експресія генетичного матеріалу в реконструйованих клітинних системах» | Пароконний Олександр Станіславович      | кандидат біологічних наук, науковий співробітник Відділення клітинної біології та інженерії Інституту ботаніки ім. М. Г. Холодного Академії наук УРСР                          |
| Цикл робіт «Організація і експресія генетичного матеріалу в реконструйованих клітинних системах» | Півень Микола Михайлович                | кандидат біологічних наук, завідувач лабораторії Відділення клітин-ної біології та інженерії Інституту ботаніки ім. М. Г. Холодного Академії наук УРСР                         |
| Цикл робіт «Організація і експресія генетичного матеріалу в реконструйованих клітинних системах» | Сидоров Володимир Анатолійович          | кандидат біологічних наук, завідувач лабораторії Відділення клітинної біології та інженерії Інституту ботаніки ім. М. Г. Холодного Академії наук УРСР                          |
| Цикл робіт «Організація і експресія генетичного матеріалу в реконструйованих клітинних системах» | Комарницький Ігор Климентійович         | кандидат біологічних наук, заступник керівника, працівник Відділення клітинної біології та інженерії Інституту ботаніки ім. М. Г. Холодного Академії наук УРСР                 |
| Цикл робіт «Організація і експресія генетичного матеріалу в реконструйованих клітинних системах» | Глеба Юрій Юрійович                     | академік Академії наук УРСР, керівник Відділення клітинної біології та інженерії Інституту ботаніки ім. М. Г. Холодного Академії наук УРСР, керівник роботи                    |
| Цикл робіт «Розробка, дослідження складних некристалічних халькогенідних матеріалів та створення на їх основі елементів оптоелектроніки і лазерної техніки»                                                                                               | Фірцак Юрій Юрійович                    | доктор технічних наук, директор спеціального конструкторського технологічного бюро «Квант» при Ужгородському державному університеті                                           |
| Цикл робіт «Розробка, дослідження складних некристалічних халькогенідних матеріалів та створення на їх основі елементів оптоелектроніки і лазерної техніки»                                                                                               | Семак Дмитро Григорович                 | кандидат фізико-математичних наук, доцент Ужгородського державного університету                                                                                                |
| Цикл робіт «Розробка, дослідження складних некристалічних халькогенідних матеріалів та створення на їх основі елементів оптоелектроніки і лазерної техніки»                                                                                               | Борець Олександр Миколайович            | кандидат фізико-математичних наук, доцент Ужгородського державного університету                                                                                                |
| Цикл робіт «Розробка, дослідження складних некристалічних халькогенідних матеріалів та створення на їх основі елементів оптоелектроніки і лазерної техніки»                                                                                               | Туряниця Іван Іванович                  | кандидат фізико-математичних наук, завідувач лабораторії Ужгородського державного університету                                                                                 |
| Цикл робіт «Розробка, дослідження складних некристалічних халькогенідних матеріалів та створення на їх основі елементів оптоелектроніки і лазерної техніки»                                                                                               | Кикинеші Олександр-Євген Олександрович  | кандидат фізико-математичних наук, завідувач лабораторії Ужгородського державного університету                                                                                 |
| Цикл робіт «Розробка, дослідження складних некристалічних халькогенідних матеріалів та створення на їх основі елементів оптоелектроніки і лазерної техніки»                                                                                               | Довгошей Микола Іванович                | доктор фізико-математичних наук, професор Ужгородського державного університету                                                                                                |
| Цикл робіт «Розробка, дослідження складних некристалічних халькогенідних матеріалів та створення на їх основі елементів оптоелектроніки і лазерної техніки»                                                                                               | Блецкан Дмитро Іванович                 | доктор фізико-математичних наук, професор Ужгородського державного університету                                                                                                |
| Цикл робіт «Розробка, дослідження складних некристалічних халькогенідних матеріалів та створення на їх основі елементів оптоелектроніки і лазерної техніки»                                                                                               | Химинець Василь Васильович              | доктор фізико-математичних наук, завідувач кафедри Ужгородського державного університету                                                                                       |
| Цикл робіт «Розробка, дослідження складних некристалічних халькогенідних матеріалів та створення на їх основі елементів оптоелектроніки і лазерної техніки»                                                                                               | Сливка Володимир Юлійович               | доктор фізико-математичних наук, завідувач кафедри Ужгородського державного університету                                                                                       |
| Цикл робіт «Розробка, дослідження складних некристалічних халькогенідних матеріалів та створення на їх основі елементів оптоелектроніки і лазерної техніки»                                                                                               | Туряниця Іван Дмитрович                 | доктор фізико-матема-тичних наук, проректор Ужгородського державного університету                                                                                              |
| Цикл робіт «Крайові задачі математичної фізики в областях з дрібнозернистою межею» | Хруслов Євген Якович                    | доктор фізико-математич-них наук, завідувач відділу фізико-технічного інституту низьких температур Академії наук УРСР                                                          |
| Цикл робіт «Крайові задачі математичної фізики в областях з дрібнозернистою межею» | Марченко Володимир Олександрович        | академік, завідувач відділу фізико-технічного інституту низьких температур Академії наук УРСР                                                                                  |
| Цикл робіт «Крайові задачі математичної фізики в областях з дрібнозернистою межею» | Скрипник Ігор Володимирович             | академік Академії наук УРСР, директор Інституту прикладної математики і механіки Академії наук УРСР                                                                            |
| Підручник «Тепловозные двигатели внутреннего сгорания», опублікований у 1987 році(друге видання) | Бартош Євген Тарасович                  | доктор технічних наук, завідувач кафедри Всесоюзного заочного інституту інженерів залізничного транспорту                                                                      |
| Підручник «Тепловозные двигатели внутреннего сгорания», опублікований у 1987 році(друге видання) | Куріц Олександр Арійович                | кандидат технічних наук, старший науковий співробітник Харківського інституту інженерів залізничного транспорту імені С. М. Кірова                                             |
| Підручник «Тепловозные двигатели внутреннего сгорания», опублікований у 1987 році(друге видання) | Хомич Анатолій Захарович                | кандидат технічних наук, професор Харківського інституту інженерів залізничного транспорту імені С. М. Кірова                                                                  |
| Підручник «Тепловозные двигатели внутреннего сгорания», опублікований у 1987 році(друге видання) | Жалкін Сергій Григорович                | кандидат технічних наук, проректор Харківського інституту інженерів залізничного транспорту імені С. М. Кірова                                                                 |
| Підручник «Тепловозные двигатели внутреннего сгорания», опублікований у 1987 році(друге видання) | Сімсон Альфред Едуардович               | доктор технічних наук, завідувач кафедри Харківського інституту інженерів залізничного транспорту імені С. М. Кірова                                                           |
| Підручник «Математический анализ» опублікований у 1983—1987 роках | Калайда Олексій Феофілович              | кандидат фізико-математичних наук, доцент Київського державного університету імені Т. Г. Шевченка                                                                              |
| Підручник «Математический анализ» опублікований у 1983—1987 роках | Гай Яків Гаврилович                     | кандидат фізико-математичних наук, доцент Київського державного університету імені Т. Г. Шевченка                                                                              |
| Підручник «Математический анализ» опублікований у 1983—1987 роках | Боярчук Олексій Климович                | кандидат фізико-математичних наук, доцент Київського державного університету імені Т. Г. Шевченка                                                                              |
| Підручник «Математический анализ» опублікований у 1983—1987 роках | Ляшко Іван Іванович                     | академік Академії наук УРСР, завідувач кафедри Київського державного університету імені Т. Г. Шевченка                                                                         |
| Розробка та впровадження способів автоматизованого управління режимом безперервної прокатки для здійснення металозберігаючої технології виробництва сорту і катанки                                                                                       | Костюченко Михайло Іванович             | начальник цеху криворізького металургійного комбінату «Криворіжсталь» імені В. І. Леніна                                                                                       |
| Розробка та впровадження способів автоматизованого управління режимом безперервної прокатки для здійснення металозберігаючої технології виробництва сорту і катанки                                                                                       | Куваєв Володимир Миколайович            | науковий співробітник Науково-виробничого об'єднання по автоматизації чорної металургії                                                                                        |
| Розробка та впровадження способів автоматизованого управління режимом безперервної прокатки для здійснення металозберігаючої технології виробництва сорту і катанки                                                                                       | Ткачов Володимир Севастянович           | кандидат технічних наук, завідувач лабораторії Науково-виробничого об'єднання по автоматизації чорної металургії                                                               |
| Розробка та впровадження способів автоматизованого управління режимом безперервної прокатки для здійснення металозберігаючої технології виробництва сорту і катанки                                                                                       | Єгоров Олександр Петрович               | кандидат технічних наук, головний інженер Науково-виробничого об'єднання по автоматизації чорної металургії                                                                    |
| Розробка та впровадження способів автоматизованого управління режимом безперервної прокатки для здійснення металозберігаючої технології виробництва сорту і катанки                                                                                       | Лошкарьов Валерій Іванович              | кандидат технічних наук, старший науковий співробітник Інституту чорної металургії                                                                                             |
| Розробка та впровадження способів автоматизованого управління режимом безперервної прокатки для здійснення металозберігаючої технології виробництва сорту і катанки                                                                                       | Стахно Володимир Іванович               | кандидат технічних наук, начальник управління Міністерства металургії СРСР |
| Розробка та впровадження способів автоматизованого управління режимом безперервної прокатки для здійснення металозберігаючої технології виробництва сорту і катанки                                                                                       | Карпинський Юрій Пантелеймонович        | кандидат технічних наук, старший науковий співробітник Інституту чорної металургії                                                                                             |
| Розробка та впровадження способів автоматизованого управління режимом безперервної прокатки для здійснення металозберігаючої технології виробництва сорту і катанки                                                                                       | Чигринський Володимир Олександрович     | кандидат технічних наук, завідувач лабораторії Інституту чорної металургії |
| Розробка та впровадження способів автоматизованого управління режимом безперервної прокатки для здійснення металозберігаючої технології виробництва сорту і катанки                                                                                       | Грінберг Семен Давидович                | кандидат технічних наук, завідувач відділу Інституту чорної металургії |
| Розробка та впровадження способів автоматизованого управління режимом безперервної прокатки для здійснення металозберігаючої технології виробництва сорту і катанки                                                                                       | Кукушкін Олег Миколайович               | доктор технічних наук, завідувач відділу Інституту чорної металургії |
| Цикл робіт «Експериментально-клінічне вивчення етіології і патогенезу, розробка та впровадження активних методів лікування гострого деструктивного, біліарного, післяопераційного і хронічного панкреатитів»                                              | Сьомін Михайло Дмитрович                | старший науковий співробітник Київського науково-дослідного інституту клінічної та експериментальної хірургії                                                                  |
| Цикл робіт «Експериментально-клінічне вивчення етіології і патогенезу, розробка та впровадження активних методів лікування гострого деструктивного, біліарного, післяопераційного і хронічного панкреатитів»                                              | Білий Іван Степанович                   | доктор медичних наук, професор Дніпропетровського медичного інститутуДЕСЯТИРИК Володимир Іванович, кандидат медичних наук, доцент Дніпропетровського медичного інституту       |
| Цикл робіт «Експериментально-клінічне вивчення етіології і патогенезу, розробка та впровадження активних методів лікування гострого деструктивного, біліарного, післяопераційного і хронічного панкреатитів»                                              | Кадощук Тарас Адамович                  | доктор медичних наук, завідувач кафедри Вінницького медичного інституту імені М. І. Пирогова                                                                                   |
| Цикл робіт «Експериментально-клінічне вивчення етіології і патогенезу, розробка та впровадження активних методів лікування гострого деструктивного, біліарного, післяопераційного і хронічного панкреатитів»                                              | Лупальцов Володимир Іванович            | доктор медичних наук, завідувач кафедри Харківського медичного інституту |
| Цикл робіт «Експериментально-клінічне вивчення етіології і патогенезу, розробка та впровадження активних методів лікування гострого деструктивного, біліарного, післяопераційного і хронічного панкреатитів»                                              | Миркін Сергій Дмитрович                 | кандидат медичних наук, асистент Кримського медичного інституту |
| Цикл робіт «Експериментально-клінічне вивчення етіології і патогенезу, розробка та впровадження активних методів лікування гострого деструктивного, біліарного, післяопераційного і хронічного панкреатитів»                                              | Томащук Іван Прокопович                 | доктор медичних наук, провідний хірург 408-го військового госпіталю |
| Цикл робіт «Експериментально-клінічне вивчення етіології і патогенезу, розробка та впровадження активних методів лікування гострого деструктивного, біліарного, післяопераційного і хронічного панкреатитів»                                              | Старосек Віктор Миколайович             | кандидат медич-них наук, доцент Кримського медичного інституту |
| Цикл робіт «Експериментально-клінічне вивчення етіології і патогенезу, розробка та впровадження активних методів лікування гострого деструктивного, біліарного, післяопераційного і хронічного панкреатитів»                                              | Тоскін Кирило Дмитрович                 | доктор медичних наук, завідувач кафедри Кримського медичного інституту |
| Цикл робіт «Експериментально-клінічне вивчення етіології і патогенезу, розробка та впровадження активних методів лікування гострого деструктивного, біліарного, післяопераційного і хронічного панкреатитів»                                              | Десятирик Володимир Іванович            | кандидат медичних наук, доцент Дніпропетровського медичного інституту |
| Розробка та впровадження нової комплексної технології вирощування кукурудзи у Лісостепу та Поліссі Української РСР | Собчук Микола Петрович                  | голова колгоспу «40 років Жовтня» Васильківського району Київської області |
| Розробка та впровадження нової комплексної технології вирощування кукурудзи у Лісостепу та Поліссі Української РСР | Зіневич Леонтій Логвинович              | заступник начальника головного управління Державного агропромислового комітету УРСР                                                                                            |
| Розробка та впровадження нової комплексної технології вирощування кукурудзи у Лісостепу та Поліссі Української РСР | Азаренкова Анастасія Семенівна          | кандидат сільськогосподарських наук, старший науковий співробітник Науково-дослідного інституту сільського господарства нечорноземної зони УРСР                                |
| Розробка та впровадження нової комплексної технології вирощування кукурудзи у Лісостепу та Поліссі Української РСР | Стрюк Марія Василівна                   | кандидат сільськогосподарських наук, завідувачка відділу хмельницького науково-виробничого об'єднання «Еліта»                                                                  |
| Розробка та впровадження нової комплексної технології вирощування кукурудзи у Лісостепу та Поліссі Української РСР | Кушицький Мирослав Федорович            | кандидат сільськогосподарських наук, заступник директора Тернопільської обласної державної сільськогосподарської дослідної станції                                             |
| Розробка та впровадження нової комплексної технології вирощування кукурудзи у Лісостепу та Поліссі Української РСР | Єфімчук Володимир Михайлович            | кандидат економічних наук, перший заступник голови Черкаського обласного агропромислового комітету                                                                             |
| Розробка та впровадження нової комплексної технології вирощування кукурудзи у Лісостепу та Поліссі Української РСР | Зінчук Микола Пилипович                 | директор елітно-насінницького радгоспу імені XXV з'їзду КПРС, працівник ровенського науково-виробничого об'єднання «Еліта»                                                     |
| Розробка та впровадження нової комплексної технології вирощування кукурудзи у Лісостепу та Поліссі Української РСР | Чупринський Микола Михайлович           | старший науковий співробітник, працівник ровенського науково-виробничого об'єднання «Еліта»                                                                                    |
| Розробка та впровадження нової комплексної технології вирощування кукурудзи у Лісостепу та Поліссі Української РСР | Якубовський Святослав Васильович        | кандидат сільськогосподарських наук, генеральний директор, працівник ровенського науково-виробничого об'єднання «Еліта»                                                        |
| Розробка та впровадження нової комплексної технології вирощування кукурудзи у Лісостепу та Поліссі Української РСР | Анішин Леонід Андрійович                | кандидат сільськогосподарських наук, старший науковий співробітник Головного управління науково-технічного прогресу в галузях агропромислового комплексу УРСР, керівник роботи |
| Розробка та впровадження системи заходів для профілактики і ліквідації ензоотичного енцефаломієліту (хвороби Тешена) свиней та створення з цією метою набору діагностикумів і вірусвакцини                                                                | Бабіч Ніна Василівна                    | молодший науковий співробітник Українського науково-дослідного інституту сільськогосподарської мікробіології                                                                   |
| Розробка та впровадження системи заходів для профілактики і ліквідації ензоотичного енцефаломієліту (хвороби Тешена) свиней та створення з цією метою набору діагностикумів і вірусвакцини                                                                | Прусс Ольга Григорівна                  | кандидат ветеринарних наук, старший науковий співробітник Українського науково-дослідного інституту сільськогосподарської мікробіології                                        |
| Розробка та впровадження системи заходів для профілактики і ліквідації ензоотичного енцефаломієліту (хвороби Тешена) свиней та створення з цією метою набору діагностикумів і вірусвакцини                                                                | Романенко Володимир Пилипович           | доктор ветеринарних наук, директор Українського науково-дослідного інституту сільськогосподарської мікробіології                                                               |
| Цикл робіт «Розробка наукових основ та технології біологічно активного молочного продукту „Геролакт“ і бактеріальної закваски „Стрептосан“, їх промислове виробництво та застосування з метою вдосконалення структури харчування населення старшого віку» | Соломаха Віталій Костянтинович          | заступник Голови Держагропрому Української РСР |
| Цикл робіт «Розробка наукових основ та технології біологічно активного молочного продукту „Геролакт“ і бактеріальної закваски „Стрептосан“, їх промислове виробництво та застосування з метою вдосконалення структури харчування населення старшого віку» | Клімович Павло Олексійович              | директор Алуштинського молочного комбінату |
| Цикл робіт «Розробка наукових основ та технології біологічно активного молочного продукту „Геролакт“ і бактеріальної закваски „Стрептосан“, їх промислове виробництво та застосування з метою вдосконалення структури харчування населення старшого віку» | Вишневська Наталія Іванівна             | інженер-технолог експериментально-технологічного заводу, працівник Українського науково-дослідного інституту м'ясної і молочної промисловості                                  |
| Цикл робіт «Розробка наукових основ та технології біологічно активного молочного продукту „Геролакт“ і бактеріальної закваски „Стрептосан“, їх промислове виробництво та застосування з метою вдосконалення структури харчування населення старшого віку» | Масіч Лідія Василівна                   | науковий співробітник Українського науково-дослідного інституту м'ясної і молочної промисловості                                                                               |
| Цикл робіт «Розробка наукових основ та технології біологічно активного молочного продукту „Геролакт“ і бактеріальної закваски „Стрептосан“, їх промислове виробництво та застосування з метою вдосконалення структури харчування населення старшого віку» | Андрієвська Лідія Василівна             | кандидат сільсько-господарських наук, старший науковий співробітник Українського науково-дослідного інституту м'ясної і молочної промисловості                                 |
| Цикл робіт «Розробка наукових основ та технології біологічно активного молочного продукту „Геролакт“ і бактеріальної закваски „Стрептосан“, їх промислове виробництво та застосування з метою вдосконалення структури харчування населення старшого віку» | Гриценко Тетяна Тимофіївна              | кандидат біологічних наук, провідний науковий співробітник Українського науково-дослідного інституту м'ясної і молочної промисловості                                          |
| Цикл робіт «Розробка наукових основ та технології біологічно активного молочного продукту „Геролакт“ і бактеріальної закваски „Стрептосан“, їх промислове виробництво та застосування з метою вдосконалення структури харчування населення старшого віку» | Орлова Олена Василівна                  | кандидат медичних наук, старший науковий співробітник Інституту геронтології Академії медичних наук СРСР                                                                       |
| Цикл робіт «Розробка наукових основ та технології біологічно активного молочного продукту „Геролакт“ і бактеріальної закваски „Стрептосан“, їх промислове виробництво та застосування з метою вдосконалення структури харчування населення старшого віку» | Грігоров Юрій Григорович                | доктор медичних наук, керівник лабораторії Інституту геронтології Академії медичних наук СРСР                                                                                  |
| Цикл робіт «Розробка наукових основ та технології біологічно активного молочного продукту „Геролакт“ і бактеріальної закваски „Стрептосан“, їх промислове виробництво та застосування з метою вдосконалення структури харчування населення старшого віку» | Коваленко Надія Костянтинівна           | кандидат біологічних наук, провідний науковий співробітник Інституту мікробіології та вірусології імені Д. К. Заболотного Академії наук УРСР                                   |
| Цикл робіт «Розробка наукових основ та технології біологічно активного молочного продукту „Геролакт“ і бактеріальної закваски „Стрептосан“, їх промислове виробництво та застосування з метою вдосконалення структури харчування населення старшого віку» | Квасніков Євген Іванович                | член-кореспондент Академії наук УРСР, радник дирекції Інституту мікробіології та вірусології імені Д. К. Заболотного Академії наук УРСР                                        |